# Kyotaro Yamakoshi
Kyotaro Yamakoshi (født 18. marts 1991) er en japansk fodboldspiller.
Han har spillet for flere forskellige klubber i sin karriere, herunder Kawasaki Frontale og Tochigi SC.